# Титович, Владимир Васильевич
Владимир Васильевич Титович (5 марта 1921 — 11 апреля 2011) — командир звена 872-го штурмового авиационного полка (281-й штурмовой авиационной дивизии, 13-й воздушной армии, Ленинградский фронт), лейтенант. Герой Советского Союза.

## Биография
Родился 5 марта 1921 года в селе Авдотьино ныне Донецкой области Украины. Работал слесарем. В Красной Армии в 1940-1946 годах и с 1950 года. Участник Великой Отечественной войны с июня 1943 года.
К октябрю 1944 года совершил 135 боевых вылетов. 23 февраля 1945 года за образцовое выполнение боевых заданий командования и проявленные при этом мужество и героизм лейтенанту Владимиру Васильевичу Титовичу присвоено звание Героя Советского Союза с вручением ордена Ленина и медали «Золотая Звезда».
С 1946 года проходил службу в МВД СССР: старший инспектор по кадрам Дзержинского районного управления пожарной охраны Управления пожарной охраны Управления внутренних дел Ленинградского облисполкома. В 1950 году вновь призван в Вооружённых силы с направлен для дальнейшей службы в 76-ю воздушную армию. С 1969 года подполковник В. В. Титович в запасе. 
Жил в Санкт-Петербурге. Скончался 11 апреля 2011 года.

## Награды
- Орден Ленина
- Два ордена Красного Знамени
- Два ордена Отечественной войны I степени
- Орден Красной Звезды
- Медаль «За оборону Ленинграда»
- Медаль «За победу над Германией в Великой Отечественной войне 1941—1945 гг.»